# The Long Road
The Long Road è il quarto album della rock band canadese Nickelback, registrato ai Greenhouse Studios di Vancouver, è uscito il 23 settembre 2003  Si tratta dell'ultimo disco in cui Ryan Vikedal è il batterista della band. L'album ha ottenuto tre dischi di platino negli Stati Uniti d'America, dove ha venduto oltre 3 milioni di copie. A livello mondiale ha venduto oltre 5 milioni di copie e, nel 2003, è stato l'unico disco a superare i 2 milioni di copie vendute nel mondo. Ha debuttato alla sesta posizione della classifica Billboard 200.

## Tracce
Testi scritti da Chad Kroeger, eccetto dove segnato; musica composta da Nickelback eccetto dove segnato.
1. Flat on the Floor – 2:02
2. Do This Anymore – 4:03
3. Someday (testo: C. Kroeger, Mike Kroeger, Ryan Peake) – 3:27
4. Believe It or Not – 4:07
5. Feelin' Way Too Damn Good – 4:16
6. Because of You – 3:30
7. Figured You Out – 3:48
8. Should've Listened – 3:42
9. Throw Yourself Away – 3:55
10. Another Hole in the Head – 3:35
11. See You at the Show – 4:04

Durata totale: 40:27

### Tracce bonus (Edizione Speciale)
1. Saturday Night's Alright (For Fighting) (testo: Bernie Taupin; musica: Elton John) – 3:44
2. Learn the Hard Way – 3:32
3. Yanking Out My Heart – 3:36

Durata totale: 51:19

## Formazione
- Chad Kroeger - voce, chitarra solista
- Ryan Peake - chitarra ritmica, seconda voce
- Mike Kroeger - basso
- Ryan Vikedal - batteria, percussioni

### Altri musicisti
- Brian Larsen, Cameron Wilson, Henry Lee, Zoltan Rozsnyai - archi in Someday
- Corrine Youchezin - voce in Feelin' Way Too Damn Good
- Dimebag Darrell - chitarra solista in Saturday Night's Alright (For Fighting)

## Classifiche
| Classifica (2003) | Posizione |
| ----------------- | --------- |
| Australia         | 4         |
| Austria           | 4         |
| Belgio (Vallonia) | 29        |
| Canada            | 1         |
| Danimarca         | 16        |
| Francia           | 39        |
| Germania          | 4         |
| Irlanda           | 9         |
| Italia            | 11        |
| Norvegia          | 38        |
| Nuova Zelanda     | 3         |
| Paesi Bassi       | 11        |
| Portogallo        | 29        |
| Regno Unito       | 5         |
| Stati Uniti       | 6         |
| Svezia            | 27        |
| Svizzera          | 4         |